# Jimmy Smith (Footballspieler, 1945)
 James Earl „Jimmy“ Smith (* 7. Dezember 1945 in Stockton, Kalifornien) ist ein ehemaliger US-amerikanischer American-Football-Spieler. Er spielte eine Saison lang auf der Position des Defensive Backs für die Denver Broncos in der American Football League (AFL).

## Karriere
Zwischen 1966 und 1968 spielte Smith Basketball an der Utah State University. 1968 wurde er im NBA Draft in der neunten Runde als insgesamt 108. Spieler von den Seattle SuperSonics ausgewählt, für die er jedoch nie spielte. Im Anschluss wurde er im NFL/AFL Draft 1969 in der zehnten Runde als insgesamt 244. Spieler von den Denver Broncos ausgewählt. Dort sollte er die Cornerbacks verstärken, spielte aber letztendlich nur in zwei Spielen.